# 云泥
《云泥》（英語：When the Clouds Roll By）是1968年上映的一部香港電影，由陶秦执导以及编剧，井莉、等領銜主演。该电影主要讲述一个因为恋人死亡而导致抑郁，后来在朋友的帮助下恢复正常的故事。

## 劇情簡介
熊素素因为恋人死于空难而导致患上精神分裂症，后在医生的指导下恢复正常，并且当她得知恋人不是一个专一的人后，决定抛弃过去迎接新生。

## 演员
- 井莉
- 焦姣
- 井淼
- 曾楚霖
- 张佩山
- 潘迎紫
- 杨帆
- 黄宗迅
- 杨志卿
- 欧阳莎菲
- 方逸华

## 其他
- 该作女主演曾因《雲泥》獲第七屆金馬獎「最有希望之女星特別獎」。

## 備註
1. ↑  魏君子. . 2019年.
2. ↑  粟子, 栗子. . 2010年.
3. ↑  张骏祥, 程季华. . 1995年.
4. ↑  . 1997年.
5. ↑  粟子. . 2010年.

## 相關連結
- 互联网电影数据库（IMDb）上《云泥》的资料（英文）
- 豆瓣电影上《云泥》的資料 （简体中文）
- 香港影庫上《云泥》的資料（繁體中文）